# Етел Вотерс
Етел Вотерс (енгл. Ethel Waters; Честер, 31. октобар 1896 — Четсворт, 1. септембар 1977), била је америчка певачица и глумица. Њена најпознатија песма је His Eyes is on the Sparrow, а издала је и истоимену аутобиографију о свом бурном животу. Први пут се удала са тринаест година, али убрзо потом напустила мужа и отишла да ради у једном хотелу за 4,75 долара. Тада су је наговорили да отпева две песме и, пошто је одушевила присутне, добила је први певачки ангажман. Такође, она је друга Афроамериканка у историји која је била номинована за Оскар.